# Cavalo fiscal
O cavalo fiscal, do francês: "cheval fiscal", abreviado para cv ou CV (de cheval), em direito tributário é uma unidade que indica a carga de impostos a ser cobrada para emitir o certificado de circulação ("certificat d'immatriculation" ou anteriormente "carte grise") de um veículo na França. Em algumas línguas, essa unidade pode ser referenciada como potência fiscal.
Apesar da potência do motor fazer parte da fórmula para o cálculo do número de cavalos fiscais a ser aplicado a um veículo, é necessário distinguir o cavalo fiscal do cavalo-vapor, que na língua portuguesa, acabam por ter a mesma abreviação.
Alguns países da Europa, como França, Suíça e Espanha, adotam essa unidade para definir o nível da taxação dos veículos até os dias de hoje, com fórmulas variadas, mas todas envolvendo a potência do motor de alguma forma.

## Ligações Externas
- Calculadora de la potencia fiscal (em castelhano)
- Cálculo de la potencia fiscal (em castelhano)
- Calculez la Puissance Fiscale de votre Véhicule (em francês)
- Prix du cheval fiscal pour carte grise (em francês)
- Loi n° 93-859 du 22 juin 1993 modifiée de finances rectificative pour 1993 (em francês)
- Montant du cheval fiscal par région en 2015 (em francês)